# No Good (Start the Dance)
No Good (Start the Dance) è un singolo del gruppo musicale britannico The Prodigy, pubblicato il 16 maggio 1994 come secondo estratto dal secondo album in studio Music for the Jilted Generation.

## Descrizione
Nona traccia dell'album, la frase You're no good for me, I don't need nobody è un campionamento del singolo You're No Good For Me di Kelly Charles, inciso nel 1987; inoltre è presente una parte di base musicale del brano The Beginning of the End di Funky Nassau, oltre a un loop vocale tratto da Young Disciples (Theme) degli Young Disciples.

## Video musicale
Il videoclip è stato diretto da Walter Stern.

## Tracce
CD singolo
1. "No Good (Start the Dance)" (Edit) – 4:01
2. "No Good (Start the Dance)" (Bad for You Mix) – 6:52
3. "No Good (Start the Dance)" (CJ Bolland Museum Mix) – 5:14
4. "No Good (Start the Dance)" (Original Mix) – 6:22

12"
1. "No Good (Start the Dance)" (Original Mix) – 6:22
2. "No Good (Start the Dance)" (Bad for You Mix) – 6:52
3. "No Good (Start the Dance)" (CJ Bolland Museum Mix) – 5:14